# Podcasting
Podcast je pořad, který je k dispozici v digitální podobě ke stažení přes internet, například epizodická série digitálních zvukových nebo video souborů, které si uživatel může stáhnout do osobního přístroje a přehrát a poslouchat jej v libovolný čas. Streamovací aplikace a podcastové služby poskytují pohodlný a ucelený způsob, jak spravovat osobní spotřební frontu napříč mnoha zdroji podcastů a napříč přehrávacími zařízeními. Existují také vyhledávače podcastů, které uživatelům pomáhají vyhledávat a sdílet epizody podcastů.
Podcastové série obvykle představují jednoho nebo více pravidelných moderátorů, kteří se věnují diskusi o určitém tématu nebo aktuální události. Diskuse a obsah podcastů se mohou pohybovat od pečlivě napsaných scénářů až po zcela improvizované. Podcasty kombinují propracovanou a uměleckou zvukovou produkci s tematickými zájmy od vědeckého výzkumu až po žurnalistiku ze života. Mnoho podcastových seriálů nabízí přidružené webové stránky s odkazy a poznámkami k pořadům, životopisy hostů, přepisy, dalšími zdroji, komentáři a dokonce i komunitní fórum věnované diskusi o obsahu pořadu.
Náklady pro spotřebitele jsou nízké, mnoho podcastů je ke stažení zdarma. Některé z nich jsou zastřešeny firmami nebo jsou sponzorovány a obsahují komerční reklamu. V jiných případech může být podcast obchodním počinem podporovaným určitou kombinací modelu placeného předplatného, reklamy nebo produktu dodávaného po prodeji. Vzhledem k tomu, že obsah podcastů je často zdarma, je podcasting často klasifikován jako rušivé médium, které je nepříznivé pro zachování tradičních modelů příjmů.

## Vynálezci
Za vynálezce podcastingu je považován americký televizní a rozhlasový moderátor Adam Curry a softwarový inženýr Dave Winer. Již od roku 2000 Dave Winer pracoval na rozvoji RSS technologie, neboť chtěl přijít s formátem pro doručování obsahu prostřednictvím systému předplatného.  Až do léta 2004 byl pokrok pomalý, a přestože mnoho jednotlivých částí bylo na svém místě, nebyly všechny svázány, dokud se Adam Curry nerozhodl vyzkoušet programování a nevyvinul první základní aplikaci podcatcher s Apple Scripts. Povedlo se mu vytvořil program známý jako iPodder, který mu umožnil stahovat vysílání internetového rádia do jeho iPodů. Program byl nastaven, tak aby hlídal zdroje RSS a pokud se v nich objevil nějaký MP3 soubor, podstrčil ho iTunes tak, aby ho tento program do iPodu při příštím připojení automaticky nahrál. Autoři posléze uvolnili jejich program jako open-source. Záhy se tedy objevila řada klonů nejenom pro původní MacOS, ale i pro Windows a Linux. Už po roce od vzniku podcastu se totiž základna posluchačů rozšířila z 820 tisíc na více než 4,8 milionů. Hned v roce 2004 také vznikla první podcastová platforma Libsyn.

## Název
Slovo vzniklo spojením slov iPod + broadcasting (malý MP3 přehrávač od Apple + anglicky "vysílání"). Toto slovní spojení poprvé použil britský novinář a technolog Ben Hammersley ve svém článku „Audible revolution“ pro britský deník The Guardian, ve kterém rozebíral vzrůstající oblibu tvoření a poslouchání audio obsahu ve formátu mp3 na přenosných přehrávacích zařízeních. Hammersley v článku uvažoval nad tím, jak nazvat tento vzrůstající trend online rádia. Kromě podcastingu navrhoval ještě názvy jako audioblogging či GuerillaMedia. Nakonec se ujal pojem podcasting, a to natolik, že byl o rok později redaktory slovníku New Oxford American Dictionary označeno za slovo roku 2005. 
Tento pojem se ovšem setkal i s kritikou, protože působí zavádějícím dojmem, neboť k využívání podcastingů není iPod potřeba (lze je přehrávat přes stolní počítač, přes tablet, či mobilní telefon atd.) , ani se nejedná o takovou formu vysílání v tradičním slova smyslu (nejčastěji jsou k poslechu využívány chytré mobilní telefony). Čeština přejala tento anglický výraz v podstatě beze změny, přidává pouze skloňování tohoto výrazu.

## Druhy podcastů
Podcasty nelze rozdělovat dle specializace na téma, neboť v tomto ohledu je tolik podcastů, kolik je různých zájmů lidí (podcast může být specializován stejně dobře na vaření, jako na kosmologii).
Podcasty se tedy rozdělují dle autorů, a to na základní tři skupiny:[zdroj?]
1. veřejnoprávní (autorem je veřejnoprávní subjekt)
2. komerční (autorem je soukromoprávní subjekt)
3. individuální / influencerské (autorem je jednotlivec/ci nezaštítěný žádnou institucí)

Dále pak dle dosahu k posluchačům:[zdroj?]
1. s mikro dosahem (do 5 000 posluchačů)
2. se středním dosahem (do 50 000 posluchačů)
3. s makro dosahem (do 100 000 posluchačů)
4. s mimořádným dosahem (nad 100 000 posluchačů)

## Co nabízí audio podcast nového?
Podcasty se snaží přizpůsobit činnosti posluchače, většina se pohybuje délkou formátu mezi 30 až 60 minutami, nicméně výjimkou nejsou ani několikahodinové podcasty. Tento rozsah vychází ze způsobu konzumace podcastů – lidé při jejich poslechu většinou vykonávají nějakou činnost (cestují, sportují, vaří atd.), a tak je pro ně delší formát mnohdy pohodlnější. Podcasty také do velké míry překonávají dříve masově rozšířené psaní blogů, neboť oproti čtení psaného textu je při poslechu zapojen další smysl - sluch. Prostřednictvím hlasu je mnohem snazší předat emoce a navázat hlubší vztah s posluchačem. Největším bonusem pro posluchače je však možnost přehrát podcast v jakoukoli dobu (podcasty lze snadno přehrát i o několik let později), shromažďávání podcastů v albech, kde jsou pro posluchače lehce dohledatelné a rovněž možnost volit si k poslechu velmi specifická témata. Tento trend jde kontra masovým médiím a konzumnímu obsahu volenému dle průměrného posluchače/diváka.

## Podcasting ve světě
Podcastový průmysl stále roste a mění se. Podle posledních průzkumů bylo v dubnu 2021 celosvětově evidováno 48 milionů epizod podcastů a přes 2 miliony aktivních pořadů. Co se týče americké populace, zhruba 78 % populace USA nyní zná podcasting a 55% americké populace někdy podcast slyšelo. Kromě US patří mezi přední konzumenty podcastingu státy jako Jižní Korea, Španělsko, Švédsko a Austrálie.
Podle Westwood One National Study používá průměrný posluchač podcastů v USA téměř tři různé platformy. A nároční posluchači (6+ hodin/týden) využívají ke konzumaci obsahu podcastů čtyři služby. Nejčastěji se jedná platformy: Spotify, Apple Podcast, Google Podcast, Podchaser, Tuneln, iHeartRadio, Pandora a Anchor.
Trendem posledních let v oblasti podcastingu jsou živé podcasty, vysílané v předem stanovený čas. Živé podcasty vzrostly mezi lety 2012 a 2019 o více než 2 000 %. Mohou mít formu rozhovorů, relací otázek a odpovědí, soutěží, telefonických debat či živých přenosů událostí. Mezi oblíbené možnosti živého vysílání patří Youtube Live, Facebook Live, Twitch, Castbox Livecast a Zoom, které jsou kombinovány s vyhrazenými streamovacími nástroji, jako je StreamYard a Ecamm Live.
Společně s popularizací podcastů se v tomto formátu začíná ve velké míře objevovat reklama. Reklamní sdělení v podcastech je hojně rozšířeno zejména v USA, neboť se zde nachází mnoho osob, které se podcastingem živí. V roce 2017 bylo za rádiovou reklamu vydáno 17 miliard dolarů, zatímco za podcastovou pouze 200 milionů. Odhadovalo se, že v roce 2020 by měl trh s podcastovou reklamou překonat 500 milionů dolarů.
Nejčastěji se lze setkat s reklamou na začátku podcastů nebo uprostřed dané epizody. Ze studie výzkumníků Eric A Ritter a Chang-Hoan Cho vyplynulo, že podle posluchačů jsou reklamy umístěné na začátku podcastu méně rušivé než reklamy umístěné uprostřed. Nicméně posluchači si podle výzkumů uvědomují, že podcasteři potřebují sponzorství, aby mohli dál fungovat, a nemají problém se sponzorovanými zprávami nebo reklamou ve svém obsahu. Statistiky dále ukazují, že 80 % posluchačů poslouchá většinu epizody podcastu bez přeskakování reklam a také 69 % posluchačů uvedlo, že jim bylo prostřednictvím podcastové reklamy představeno nové zboží a služby.
Za špičkovou podcastovou tvorby, se považují např. pořady neziskové mediální organizace National Public Radio produkující asi 8 z 10 nejposlouchanějších podcastů.

## Podcasting na českém internetu
Popularita podcastů v České republice stoupá. V roce 2021 bylo podle společnosti Newton Media na českém internetu k poslechu už téměř 3 000 podcastů a dalo se předpokládat, že množství podcastů postupně přibývá. Ucelený katalog všech českých a slovenských podcastů lze najít na webu Audiolibrix nebo na webové stránce ceskepodcasty.cz.
Rozvoj fenoménu podcastingu byl však v České republice pozvolný. Zlomový byl až rok 2019, kdy podcasty jako médium zaznamenaly jednoznačně největší růst za dobu své existence v Česku. Z okrajového a často přehlíženého kanálu se stal vlivný nástroj, jehož jedinečnost a dosah začaly využívat mnohá média i četné renomované společnosti. Jednou z hlavních událostí v roce 2019 byly nákupy švédské streamovací platformy Spotify, která za více než 400 milionů dolarů koupila několik společností produkující samotné podcasty nebo poskytující přidružené služby.
V top českých podcastech má velké zastoupení Český rozhlas, který mnoho svých rádiových pořadů převádí do podcastové formy; od roku 2019 také vytváří originální zpravodajský podcast Vinohradská 12. Podobně přistupují k formátu podcastu také tvůrci pořadu Hyde Park Civilizace televize ČT24. Podcast jako svébytný formát začal vydávat Deník N. Studio N, které moderuje Filip Titlbach, přináší investigativní témata a jízlivé komentáře. Populární[zdroj?] jsou také rozhovory Podcast bez Názvu, Brocast, GunPoint Podcast, Deep Talks nebo Proti Proudu. Z cestovatelského prostředí poté vyniká[zdroj?] Daniel na cestách. Jediným českým čistě kvízovým podcastem je podcast Kvíz, please!
Podcasty také produkují influenceři na sociálních sítích. Mezi nejznámější[zdroj?] podcastery na české scéně patří Petr Mára, Karel Kovář (Kovy), Tereza Salte ("Tereza In Oslo"), sestry Lucie Gránová, nebo Nicole Ehrenbergerová ("A Cup Of Style").[zdroj?]
Oficiální podcasty doposud (únor 2022) v České republice příliš často nevydávaly veřejné organizace. Jedním z prvních takových podcastů se stal pořad Švestky valí pecky Městské policie Brno.
Za jeden z prvních podcastů na českém internetu lze považovat Hpod, který na herním webu hrej.cz pravidelně vychází již od roku 2006.[zdroj?]

## Podcasting ve vzdělávání
Za vzdělávací podcast, lze považovat ten, který posluchači sděluje a vysvětluje informace z vědeckého bádání, ale i prohlubuje povědomí o historii, či napomáhá k rozšíření jazykových znalostí, ať už mateřského jazyka nebo i cizích jazyků. V rámci vzdělávání je podcasting nejčastěji zařazován do m-learningu, neboli mobile learningu, který je vnímán jako jedna z možných cest vývoje e-learningu.
Vzdělávací podcasty mají celou řadu využití, od rozšíření výuky, přes nábor nových studentů až asistenci při prohlídce univerzity. Základní rozdělení podcastingových materiálů ve vzdělávání je možné podle Herouta provést na informační podcasty, marketingové podcasty a vzdělávací podcasty.
- Informační podcast – může být vhodným nástrojem pro sdělování informací z univerzity nebo jejích pracovišť. Například podcasty informující studenty o novinkách, podcasty z jednotlivých pracovišť s informacemi o realizovaných vědecko-výzkumných projektech.
- Marketingový podcast – využívají univerzity podcasting v rámci marketingových kampaní. Jedná se o levný a zejména atraktivní způsob, jak oslovit potenciální studenty.
- Vzdělávací podcast – jedná se o podporovaný alternativní způsob doručování vzdělávacího obsahu k posluchačům univerzit a vzdělávacích pracovišť. Vzdělávací podcasty je možné dělit na podcasty vytvářené studenty a podcasty vytvářené pedagogy, případně podcasty vytvářené ostatními osobami, například odborníky z praxe na danou oblast

Vzdělávací podcast může nabídnout inovativní způsob podpory učení se. Lze ho použít jako úvodní materiál před přednáškami, nebo jako záznam přednášky, a tak umožnit studentům poslech přednášek znovu, buď proto, že se nemohli zúčastnit, nebo aby posílili svoje učení. Mezi hlavní benefity využívání podcastů při učení patří: zvýšení flexibility, zvýšení dostupnosti učení (zejména ve vztahu k umožnění mobilního přístupu) a zlepšení studijních zkušeností studentů.
Zejména v oblasti jazykového vzdělávání má podcasting velký potenciál. Výzkumné studie o podcastingu zdokumentovaly mnoho důkazů o tom, že podcasty mohou výrazně pomoci rozvíjet jazykové dovednosti studentů, zejména při rozvoji mluvení a naslouchání. Například Istanto v roce 2011 navrhl pět sérií podcastů jako doplňkové materiály k výuce, sloužící k rozvoji poslechových dovedností a gramatiky studentů. Na konci semestru rozdal dotazník 20 studentům bakalářského studia, kteří se učili indonéštinu jako cizí jazyk. Výsledek ukázal, že aplikace podcastů přispěla ke zlepšení jejich poslechových dovedností a znalosti gramatiky. V neposlední řadě si studenti z podcastů odnášeli i znalosti o indonéské kultury. Podcasty umožňují studentům učit se jazyk ze skutečného, smysluplného a autentického materiálu. Kromě rozvoje poslechu a výslovnosti, studenti mohou získat odborné a zajímavé informace o daném tématu.
Zastánci podcastingu věří, že může studentům nabídnout jedinečné vzdělávací výhody. Jedna z prvních zpráv popisujících potenciál podcastingu ve vzdělávání byla od Clarka a Walshe, kteří zdůraznili, že „naslouchání je instinktivní, ale čtení a psaní nikoli ". Je však třeba také poznamenat, že podcasting není bez odpůrců. Kritici podcastů vyjadřují své obavy z nárůstu pracovní zátěže učitelů nebo instruktorů pro ty, kdo podcasty vytvářejí. Další často citovaná kritika podcastingu se týká problému absence. Blaisdell poznamenal, že pokud bude přednáška dostupná ke stažení podcastů, proč by se pak studenti měli obtěžovat přicházet do třídy?

## Využití podcastingu
- Poslech rozhlasové stanice – Některá rádia (např. BBC) umožňují stahování vybraných pořadů ve formě podcastů nebo přímo zvukových souborů. Uživatel má možnost vybrat si, co, kdy a jak bude poslouchat.
- Vzdělávání/výuka – Podcastingu se věnují učitelé, lektoři, školy a vzdělávací instituce, takže je možné se vzdělávat formálním i neformálním způsobem v angličtině, lékařství apod. Například podcasty The Word Nerds a The Bob and Rob Show mohou sloužit jako pomoc při studiu angličtiny. Podcasty využívá např. Unicorn College, jejíž studenti tak mají k dispozici jednotlivé přednášky v audioformě.
- Andragogika - Vzdělávání dospělých, zde zejména neformální vzdělávání, lze rovněž realizovat formou podcastů. Pro dospělé v produktivním věku lze navíc podcasty řadit mezi nejúčinnější nástroje andragogiky, neboť jedinci mohou zároveň s poslechem čas věnovat i další činnosti.
- Blog - ve zvukové podobě (audioblog).
- Motivace - Podcast může posluchače motivovat ke cvičení, vaření, péči o tělo a duši atd.
- Relaxace - U poslechu podcastu lze aktivně relaxovat.
- Interní vzdělávání – Podcast může být skvělý způsob, jak efektivně předávat informace svým zaměstnancům. Díky tomu, že je možné si podcast pustit při jízdě autem, v hromadné dopravě nebo při sportu, vyhnete se tak odporu vašich zaměstnanců věnovat vzdělávání čas navíc. Vzdělávací podcast může být také vytvořen zajímavým, poutavým stylem a bývá tak záživnější než psaná skripta.
- Marketing – Pomocí podcastů je možné šířit své know-how a budovat značku. Firma navíc získává reputaci na trhu a má prostor pro budování hlubšího vztahu s klienty.